# Список княжеских родов России
Спи́сок кня́жеских родо́в Ру́сского ца́рства и Росси́йской импе́рии.
В список включены:
- фамилии так называемых «природных» российских князей — происходивших от прежних владетельных династий Руси (Рюриковичи) и Литвы (Гедиминовичи) и некоторые другие;
- фамилии, возведённые российской властью в княжеское достоинство;
- иностранные княжеские роды, принявшие российское подданство;
- российские роды, получившие княжеское достоинство иностранных государств;
- фамилии, происходящие от независимых владетелей закавказских царств (Грузии, Картли, Кахети, Имерети) и княжеств (Абхазии, Гурии, Мегрелии, Самцхе-Саатабаго и Сванетии), а также пользовавшиеся там княжеским достоинством и/или возведённые в княжеское достоинство владетелями указанных царств ещё до присоединения к России (с титулом «эристави» и «тавади»),
- фамилии, происходящие от татарских мурз, пользующиеся достоинством князей татарских.

Кроме того, в России существовали:
- Некоторые роды, как правило, произошедшие от Рюрика по прямой мужской линии, утратившие к 18-му веку княжеский титул: Список дворянских родов России, утративших княжеский титул.
- Несколько родов герцогов и принцев, часть из которых также имели и княжеский титул: Список герцогских родов России, Список родов принцев России.
- Традиционная аристократия тюркских, финно-угорских, северо-кавказских народов, большая часть которой не была признана в Российской империи в княжеском достоинстве. См. например: Осетинская аристократия

Наконец, после 1917 года одна из ветвей Дома Романовых (Кирилловичи) продолжила практику пожалования княжеских титулов и продолжает производить их до сих пор: Пожалования титулов и орденов Российской империи после 1917 года.

## Алфавитный список княжеских родов

### Список сокращений
- ВКЛ — Великое Княжество Литовское (Гедиминовичи, а также Гедройцы)
- РИ — Российская империя (возведение в княжеское достоинство за заслуги и передача титула непрямым наследникам)

### Фамилии княжеские Российской империи
А
родов нет
Б
1. Князья Бабичевы (Рюриковичи)
2. Князья Барклай-де-Толли и Барклай-де-Толли-Веймарн (РИ)
3. Светлейший князь Безбородко (РИ)
4. Князья Белосельские и Белосельские-Белозерские (Рюриковичи; РИ)
5. Князья Белобородовы (Рюриковичи; РИ)
6. Князья Болховские (Рюриковичи)
7. Князья Барятинские (Борятинские; Рюриковичи)

В
1. Князья Вадбольские (Рюриковичи)
2. Светлейшие князья Варшавские, графы Паскевичи-Эриванские (РИ)
3. Князья Васильчиковы (РИ)
4. Светлейший князь Витгенштейн (Прус.)
5. Князья и светлейшие князья Волконские (Рюриковичи)
6. Светлейшие князья Воронцовы и
 Светлейшие князья Воронцовы, графы Шуваловы (2 ветви рода; РИ)
7. Князья Вяземские и князья Вяземские, графы Левашовы (Рюриковичи; РИ)

Г
1. Князья Гагарины и Гагарины-Стурдза (Рюриковичи; РИ)
2. Князья Гантимуровы («князья тунгусские»)
3. Князья Гедиановы (Русско-татарские)
4. Князья Гедройцы (ВКЛ)
5. Светлейший князь Голенищев-Кутузов-Смоленский (РИ)
6. Князья и светлейшие князья Голицыны;
 князь Голицын-Головкин;
 Князья Голицыны, графы Остерманы (ВКЛ и РИ)
7. Князья и светлейшие князья Горчаковы (Рюриковичи)
8. Князья Гундоровы (Рюриковичи)

Д
1. Князья Дабижа (4 ветви рода) (Молд.)
2. Князья Дашковы (Рюриковичи)[Комм. 1]
3. Дворяне Демидовы, Князья Сан-Донато (Итальянские)[Комм. 2]
4. Князья Долгоруковы и князь Долгоруков-Крымский (Рюриковичи и РИ)
5. Князья Дондуковы, Дондуковы-Корсаковы и Дондуковы-Изъединовы (Калмыцкие и РИ)
6. Князья Друцкие (Рюриковичи)
7. Князья Друцкие-Любецкие (Рюриковичи)
8. Князья Друцкие-Соколинские (Рюриковичи)
9. Князья Друцкие-Соколинские-Гурко-Ромейко (Рюриковичи)
10. Князья Дуловы (Рюриковичи)[Комм. 3]

Е
1. Князья Елецкие (Рюриковичи)

Ж
1. Князья Жировые-Засекины (Рюриковичи)

З
1. Князь Зайончек (Царство Польское)
2. Князья Засекины (Рюриковичи)
3. Князья Звенигородские (Рюриковичи)[Комм. 4].
4. Князья Зубовы (Священная Римская Империя)[Комм. 5]

И
1. Светлейшие князья Италийские, графы Суворовы-Рымникские (РИ)

К
1. Князья Кантакузены и
 князья Кантакузины, графы Сперанские (Молдавия и РИ)
2. Светлейшие князья Кантемиры (Молдавия и РИ)
3. Князья Касаткины-Ростовские (Рюриковичи)
4. Светлейшие князья Кирилловские (РИ)
5. Князья Козловские (Рюриковичи)
6. Князья Кольцовы-Мосальские (Рюриковичи)
7. Князья Кориатовичи-Курцевичи (ВКЛ)
8. Князья Корибут-Воронецкие (ВКЛ)
9. Князья Костровы (Русско-татарские)
10. Князья Кочубеи (РИ)
11. Князья Кропоткины (2 ветви рода) (Рюриковичи)
12. Князья Куракины (Гедиминовичи)

Л
1. Светлейшие князья Ливены (РИ)
2. Князья Лобановы-Ростовские (Рюриковичи)
3. Светлейшая княгиня Лович (Царство Польское)
4. Светлейшие князья Лопухины и Лопухины-Демидовы (РИ)
5. Князья Львовы (Рюриковичи)
6. Князья Любомирские (Священная Римская Империя)

М
1. Князья Маврокордато (Молдавские)
2. Князья Мамлеевы (Русско-татарские)
3. Князья Массальские (Мосальские) (Рюриковичи)
4. Светлейшие князья Меншиковы и Меншиковы-Корейши (РИ, Священная Римская Империя и Великое княжество Финляндское)
5. Князья Мещерские (Русско-татарские)
6. Князья Мурузи (2 ветви рода) (Молдавские)
7. Князья Мышецкие (Рюриковичи)

Н
1. Князья Несвицкие (Рюриковичи либо Гедиминовичи)

О
1. Князья Оболенские и Оболенские-Нелединские-Мелецкие (Рюриковичи)
2. Князья Огинские (Рюриковичи)
3. Князья Одоевские и князь Одоевский-Маслов (Рюриковичи)
4. Князья Орловы и светлейший князь Орлов (РИ)
5. Князья Острожские (Рюриковичи)
6. Князья фон дер Остен-Сакен (РИ)

П
1. Князья Палей (РИ)
2. Князья Порюс-Визапурские (Индийские)
3. Светлейший князь Потёмкин-Таврический (Священная Римская Империя)
4. Князья Прозоровские и Прозоровские-Голицыны (Рюриковичи; РИ)
5. Князья Пузына (Рюриковичи)
6. Князья Путятины (Рюриковичи)

Р
1. Князья Радзивиллы (Священная Римская империя)
2. Светлейший князь Разумовский (РИ)
3. Князья Репнины и Репнины-Волконские (Рюриковичи)
4. Князья Ромодановские и Ромодановские-Лодыженские (Рюриковичи)
5. Князья Романовские герцоги Лейхтенбергские (РИ)

С
1. Князь Сайн-Витгенштейн-Берлебург (Священная Римская империя)
2. Светлейшие князья Салтыковы и князья Салтыковы-Головкины (РИ)
3. Князья Сангушко (Гедиминовичи)
4. Князья Сапеги (Священная Римская Империя)
5. Князья Сатыгины-Кондийские (ханты-мансийские)
6. Князья Святополк-Мирские (Рюриковичи)
7. Князья Святополк-Четвертинские (Рюриковичи)
8. Князья Сибирские (Русско-татарские)
9. Князья Сонцовы-Засекины (Рюриковичи)

Т
1. Князья Тарковские (РИ)
2. Князья Троекуровы и Лыщинские-Троекуровы (Рюриковичи и РИ)
3. Князья Трубецкие (Гедиминовичи)
4. Князья Тюфякины (Рюриковичи)

У
1. Князья Урусовы (Русско-татарские)
2. Князья Ухтомские (Рюриковичи)

Ф
Родов нет
Х
1. Князья Хилковы (Рюриковичи)
2. Князья Хованские (Гедиминовичи)

Ц
Родов нет
Ч
1. Князья Чарторыйские (Гедиминовичи)
2. Князья Черкасские (Черкаские; черкесские)
3. Светлейшие князья Чернышёвы (РИ)
4. Князья Чингисы (3 ветви рода; РИ)

Ш
1. Князья Шаховские и Шаховские-Глебовы-Стрешневы (Рюриковичи; РИ)
2. Князья Шехонские (Шахонские; Рюриковичи)
3. Князья Шелешпанские (Рюриковичи)

Щ
1. Князья Щепины-Ростовские (Рюриковичи)
2. Князья Щербатовы (Рюриковичи)
3. Князья Щетинины (Рюриковичи)

Э
Родов нет
Ю
1. Светлейшие князья Юрьевские (РИ)
2. Князья Юсуповы и князья Юсуповы, графы Сумароковы-Эльстон ((Русско-татарские)

Я
1. Князья Яблоновские (Священная Римская Империя)

### Князья Татарские (особая правовая категория)[2]
А
1. Князья Акчурины

Б
1. Князья Бегильдеевы (утверждены в 1908 году)
2. Князья Баюшевы

Д
1. Князья Девлеткильдеевы
2. Князья Дивеевы

Е
1. Князья Енгалычевы (3 рода)
2. Князья Еникеевы

И
1. Князья Ишеевы[Комм. 6]

К
1. Князья Кекуатовы (Кейкуатовы)
2. Князья Кильдишевы
3. Князья Кугушевы
4. Князья Кудашевы (2 рода)
5. Князья Кулунчаковы
6. Князья Куткины
7. Князья Кутыевы

М
1. Князья Максутовы
2. Князья Максютовы
3. Князья Маматказины-Сакаевы
4. Князья Маматовы
5. Князья Мамины
6. Князья Мансыревы
7. Князья Мустафины

С
1. Князья Стокасимовы

Т
1. Князья Тенишевы (2 рода)

Ч
1. Князья Чегодаевы

Ш
1. Князья Ширинские-Шихматовы

Я
1. Князья Яушевы

## Княжеские фамилии Грузинского царства, признанные в княжеском  достоинстве Российской Империи
Источник: С. В. Любимов. «Титулованные роды Российской империи: Опыт подробного перечисления всех титулованных российских дворянских фамилий, с указанием происхождения каждой фамилии, а также времени получения титула и утверждения в нём», СПб, 1910.. Приведены (за редкими исключениями), только княжеские роды, поименованные в книге. Фамилии даны в соответствии с официальным дореволюционным написанием (нередко в русифицированной форме). 
А
1. Князья Абамелик (Абамелек) и Абамелик-Лазаревы
2. Князья Абашидзе и Абашидзе-Горленко
3. Князья Абхазовы
4. Князья Аваловы
5. Князья Агиашвили (Агияшвили)
6. Князья Аматуни
7. Князья Амилахвари
8. Князья Амиреджибовы
9. Князья Андрониковы
10. Князья Анчабадзе (Ачба)[Комм. 7]
11. Князья Аргутинские-Долгорукие

Б
1. Князья Бабадышевы
2. Князья и светлейшие князья Багратионы
3. Князья и светлейшие князья Багратионы-Имеретинские
4. Князья Багратионы-Мухранские (3 ветви рода)
5. Князья Баратаевы (Баратовы, Баратишвили; 7 ветвей рода)
6. Князья Бебутовы (en:Bebutov)
7. Князья Бегтабеговы (3 ветви рода)

В
1. Князья Вахваховы (2 ветви рода; en:Vakhvakhishvili)
2. Князья Вачнадзе (2 ветви рода)
3. Князья Визировы (en:Vezirishvili)

Г
1. Князья Геловани[Комм. 8]
2. Князья и светлейшие князья Грузинские[Комм. 9]
3. Князья Гугунава
4. Князья Гурамовы (2 ветви рода)
5. Князья Гургенидзе
6. Князья и светлейшие князья Гуриели

Д
1. Князья Давидовы-Багратионовы
 (Багратиони-Давитишвили, Давыдовы)
2. Князья Дадешкелиани[Комм. 10]
3. Князья Дадиани:
  1. Князья Дадиани (2 ветви рода)
  2. Светлейшие князья Дадиани-Мингрельские
  3. Князья Дадиановы
4. Князья Дгебуадзе (en:Dgebuadze (noble family))[Комм. 11]
5. Князья Джаваховы
6. Князья Джандиеровы (2 ветви рода; en:Jandieri)
7. Князья Джапаридзе
8. Князья Джорджадзе (2 ветви рода)
9. Князья Диасамидзе

И
1. Князья и светлейшие князья Имеретинские

К
1. Князья Кавкасидзевы
2. Князья Караловы
3. Князья Кипиани
4. Князья Кобуловы (en:Kobulashvili)

Л
1. Князья Лионидзе
2. Князья Лорткипанидзе (Лордкипанидзе)

М
1. Князья Магаловы
2. Князья Макаевы
3. Князья Максименишвили
4. Князья Манвеловы
5. Князья Мачабели (Мачабеловы; 2 ветви рода)
6. Князья Мачутадзе (en:Machutadze)
7. Князья Меликовы (Меликишвили; 3 ветви рода)
8. Князья Микадзе (?) [Комм. 12]
9. Князья Микеладзе
10. Князья Мхеидзе (две ветви рода)

Н
1. Князья Назаровы
2. Князья Накашидзе
3. Князья Нижарадзе

О
1. Князья Орбелиановы
 (Орбелиани, Джамбакур-Орбелиани)

П
1. Князья Павленовы
2. Князья Пагава[Комм. 13]
3. Князья Палавандовы (3 ветви рода)

Р
1. Князья Ратиевы
2. Князья Робитовы
3. Князья Русиевы

С
1. Князья Саакадзе
2. Князья Сагиновы
3. Князья Семёновы[Комм. 14]
4. Князья Сидамоновы
 (Сидамон-Эристовы, Сидамонидзе)
5. Князья Солаговы
6. Князья Сумбатовы (2 ветви рода)

Т
1. Князья Тавдгиридзе (en:Tavdgiridze)
2. Князья Тактаковы
3. Князья Тархановы-Моуравовы
 (Тархан-Моурави; 2 ветви рода)
4. Князья Тумановы (3 ветви рода)
5. Князья Туркестановы
6. Князья Тусиевы (en:Tusishvili)

Х
1. Князья Херхеулидзевы (2 ветви рода)
2. Князья Хидирбеговы (en:Khidirbegishvili)
3. Князья Химшиевы (en:Khimshiashvili)
4. Князья Ходжаминасовы (en:Khojaminasishvili)

Ц
1. Князья Церетели
2. Князья Цициановы (4 ветви рода)
3. Князья Цулукидзе

Ч
1. Князья Чавчавадзе (3 ветви рода)
2. Князья Чолакаевы (Челокаевы)
3. Князья Черкезовы (2 ветви рода)
4. Князья Чиджавадзе (en:Chijavadze)
5. Князья Чхеидзе
6. Князья Чхотуа (Чкотуа; 2 ветви рода)[Комм. 15]

Ш
1. Князья Шаликовы (2 ветви рода)
2. Князья Шервашидзе (Чачба)
 и светлейший князь Г. М. Шервашидзе

Э
1. Князья Эристовы[Комм. 16]:
  1. Эристовы-Арагвские (2 ветви рода)
  2. Эристовы-Гурийские
  3. Эристовы-Ксанские
  4. Эристовы-Рачинские

Я
1. Князья Яшвили

## Особые случаи
Вплоть до 1917 г. вассалами России (с сохранением владетельных прав) оставались два рода, носивших титулы эмиров (перс. امیر‎) и ханов, примерно соответствующих титулу князь:
- Династия Мангыт, правители Бухарского эмирата в 1756—1920 гг., носившие с 1785 г. титул эмиров (амир ул-муминин); вассалы России с 1868 года.
- Династия Кунграт, правители Хивинского ханства в 1804—1920 гг., носившие титул ханов Хорезма; вассалы России с 1873 года.

Потомки правителей Нахичеванского ханства, происходившие от Эхсан Хана Нахичеванского (1789—1846) и утратившие владетельные права в 1828 году, были известны в России под титулом Ханов Нахичеванских, однако официально этот титул за ними закреплён не был.
Кроме того, в список, представленный выше, не включены некоторые фамилии, упоминаемые в неофициальных генеалогических изданиях в числе княжеских родов Российской Империи, но для которых нет сведений, что они были признаны в княжеском достоинстве в Российской Империи или получили право на пользование княжеским титулом в Российской Империи:
1. Князья фон Вреде (Бавария). Князь Иосиф Карлович Вреде (1800—1871), второй сын К.-Ф. фон Вреде, 1-го князя фон Вреде, вступил в российское подданство (род его угас в мужском поколении в сентябре 1923 г. со смертью младшего сына, а в женском 06.02.1973 г.[3][4].
2. Князья Жагели (Żagiel). Этот род в княжеском достоинстве не был утверждён и был внесён в 1-ю часть дворянской родословной книги Литовско-Виленской губернии.
3. Князья Мазепы (СРИ).
4. Князья Катковы-Шаликовы, признанные в княжеском достоинстве Временным правительством.
5. Князья фон Ольбрюк. Барон Оскар Рейнгольдович Экеспарре (1839—1925) приобрёл в 1878 году замок Ольбрюк в Пруссии, являвшийся  ранее (до 1797 года) отдельным владением (de:Herrschaft Olbrück) в составе Священной Римской империи), и стал носить титул князя фон Ольбрюк, с каковым титулом упоминается в генеалогических источниках. Российским правительством этот титул не утверждался.

## Роды, возведённые в княжеское достоинство Российской Империи (в порядке пожалования на 1917 г.)
Роды, перечисленные ниже, представлены выше в алфавитном списке, а здесь перечислены с другим ключом сортировки: в порядке пожалования титулом, с развёрнутым пояснением.
В царствование Петра I
| Дата пожалования титула / предиката Светлость | Фамилия   | Кто жалован                                                       | Примечания |
| --------------------------------------------- | --------- | ----------------------------------------------------------------- | --- |
| 30 мая 1707 / тогда же                        | Меншиковы | Александр Данилович Меншиков (1673—1729), князь Римской империи   | Грамотой царя Петра I возведён в княжеское Российского царства достоинство, с наименованием князя Ижорской земли и титулом светлости. Высочайшей резолюцией от 9 сентября 1727 г. княжеское достоинство с него снято. Высочайшим указом от 1731 г. княжеское достоинство обеих империй возвращено сыну князя А. Д. Меншикова, Александру Александровичу Меншикову. Род угас 27 сентября 1893 г. Титул передан роду Корейш 29 мая 1897 г. |
| 31 июля 1711 / тогда же                       | Кантемиры | Дмитрий Константинович Кантемир (1673—1723), молдавский господарь | Высочайшей резолюцией въехавшему в Россию Д. К. Кантемиру дозволено именоваться, потомственно, светлейшим князем. Род угас в 1780 г. со смертью сына родоначальника. |

В царствование Екатерины I
Возведение в княжеское достоинство не осуществлялось.
В царствование Петра II
| Дата                              | Фамилия     | Кто жалован                                                                                    | Примечания                          |
| --------------------------------- | ----------- | ---------------------------------------------------------------------------------------------- | ----------------------------------- |
| природные князья / 30 ноября 1729 | Долгоруковы | Князь Алексей Григорьевич Долгоруков (?—1734) и его сын Иван Алексеевич Долгоруков (1708—1739) | Лишены титула 9 (20) апреля 1730 г. |

В царствование Анны Иоанновны, Иоанна VI, Елизаветы Петровны и Петра III
Возведение в княжеское достоинство не осуществлялось.
В царствование Екатерины II
| Дата             | Фамилия             | Кто жалован                                     | Примечания |
| ---------------- | ------------------- | ----------------------------------------------- | --- |
| 10 июля 1775 / — | Долгоруков-Крымский | Князь Василий Михайлович Долгоруков (1722—1782) | Пожалован титулом Крымский (лично – дети его носили только родовой титул князей Долгоруковых). Род угас в 1993 г. (). |

В царствование Павла I
| Дата                             | Фамилия                   | Кто жалован                                                                                          | Примечания |
| -------------------------------- | ------------------------- | --- | --- |
| 5 апреля 1797 / тогда же         | Безбородко                | Александр Андреевич Безбородко (1747—1799), действительный тайный советник, граф Римской империи     | Именным Высочайшим указом возведён в княжеское Российской империи достоинство с титулом светлости. Угас с его смертью 6 апреля 1799 г. |
| 8 апреля 1798 / —                | Ромодановские-Лодыженские | Николай Иванович Лодыженский (?—1803), действительный тайный советник, сенатор                       | Именным Высочайшим указом дозволено принять фамилию и титул князей Ромодановских, предков его по женской линии, именоваться впредь, потомственно, князем Ромодановским-Лодыженским. Род угас в 1871 г. |
| 19 января 1799 / 12 февраля 1799 | Лопухины                  | Пётр Васильевич Лопухин (1753—1827)                                                                  | Именным Высочайшим указом пожалован, с нисходящим его потомством, князем Российской империи, а 12 февраля 1799 г. пожалован ему титул и преимущества светлейшего князя. Род угас 25 (23) февраля 1873 г. со смертью сына родоначальника. Титул передан роду Демидовых 20 декабря 1865 г. |
| 27 февраля 1799 / —              | Белозерские               | Князь Александр Михайлович Белосельский (1752—1809)                                                  | При учреждении родового командорства князей Белосельских Мальтийского ордена сенатору кн. А. М. Белосельскому, как старшему в роде князей Белозерских, Высочайше повелено именоваться потомственно князем Белосельским-Белозерским. Род существующий (см.) (по другим данным — угас в 1978 г., но продолжается в женском поколении ()).                                                      |
| 8 августа 1799 / 5 февраля 1848  | Италийские                | Граф Александр Васильевич Суворов-Рымникский (1730—1800), генерал-фельдмаршал, принц Савойского дома | Именным Высочайшим указом возведён, с нисходящим его потомством, в княжеское Российской империи достоинство с титулом князя Италийского и повелено ему именоваться впредь князем Италийским графом Суворовым-Рымникским. Титул Светлостей предоставлен его внукам Александру (1804—1882) и Константину (1809—1877) Аркадьевичам. Род угас в сентябре 1893 г. (в женском поколении в 1927 г.) |
| 22 марта 1800 / —                | Аргутинские-Долгоруковы   | Братья Иосиф (1743—1801), Моисей и Бежан (Борис) Шиошевичи Аргутинские                               | Предположительно существующий род. |

В царствование Александра I
| Дата                            | Фамилия                             | Кто жалован                                            | Примечания |
| ------------------------------- | ----------------------------------- | ------------------------------------------------------ | --- |
| 1 июля 1801 / —                 | Репнины (Репнины-Волконские)        | Князь Николай Григорьевич Волконский (1778—1845)       | Именным Высочайшим указом полковнику кн. Н. Г. Волконскому повелено принять герб и фамилию его деда Николая Васильевича Репнина и именоваться впредь потомственно князем Репниным. Однако он и его потомки именуются князьями Репниными-Волконскими. Род существующий (). |
| 15 июля 1802 / —                | Дондуковы-Корсаковы (I)             | Никита Иванович Корсаков (1775—1857)                   | Именным Высочайшим указом по просьбе его жены (с 1801 г.) кнж. Веры Ионичны Дондуковой (1780-1833) дозволено принять герб, титул и фамилию князей Дондуковых (калмыцких) и именоваться потомственно князем Дондуковым-Корсаковым. Род угас с его смертью в 1857 г. (в женском поколении в 1884 г.). Титул передан роду Корсаковых.                                                                       |
| 29 июля 1812 / тогда же         | Голенищевы-Кутузовы                 | Граф Михаил Илларионович Голенищев-Кутузов (1745—1813) | 6 декабря 1812 г. получил почётное наименование «Смоленский». Род угас (в мужском колене) с его смертью 16 апреля 1813 г. (в женском поколении в 1854 г.). Фамилия (без княжеского титула и приставки Смоленский) 7 мая 1859 г. передана в род Толстых (Голенищевы-Кутузовы-Толстые). |
| 30 августа 1814 / тогда же      | Салтыковы                           | Граф Николай Иванович Салтыков (1736—1816)             | Род угас 31 августа 1941 г. |
| 24 ноября 1814 / 28 ноября 1815 | Разумовские                         | Граф Андрей Кириллович Разумовский (1752—1836)         | Угас с его смертью 11/23 сентября 1836 г. (окончательно со смертью его жены Констанции Осиповны, урожд. графини Констанции-Доминики фон Тюргейм (1785–1867)). |
| 30 августа 1815 / —             | Барклай-де-Толли (Barclay de Tolly) | Граф Михаил Богданович Барклай-де-Толли (1761—1818)    | Род угас 17 октября 1871 г. с бездетной смертью сына родоначальника. Ещё до этого, 08 декабря 1859 г., Высочайше утверждённым мнением Государственного Совета, А.П. Веймарну дозволено было принять фамилию и титул двоюродного дяди его князя М.М. Барклай-де-Толли, после бездетной смерти последнего. Подтверждение разрешения на передачу титула роду Веймарн последовало 17 мая и 02 ноября 1872 г. |
| 10 сентября 1820 / —            | Дондуковы-Корсаковы (II)            | Михаил Александрович (1794—1869)                       | Именным Высочайшим указом, по просьбе тестя, дозволено М.А. Корсакову, женатому (с 1819 г.) на единственной дочери кн. Н.И. Дондукова-Корсакова кнж. Марии Никитичне (1802—1884) принять герб, титул и фамилию князей Дондуковых и именоваться впредь потомственно князем Дондуковым-Корсаковым. Род угас в 1902 г. (в женском поколении не ранее 15 сентября 1909 г.). Титул передан роду Изъединовых.  |

В царствование Николая I
| Дата                                                  | Фамилия                                    | Кто жалован | Примечания |
| ----------------------------------------------------- | ------------------------------------------ | --- | --- |
| 25 февраля 1826 / —                                   | Бегтабегов                                 | Иван Соломонович Шагубатов (1762—1838) | Высочайше утверждённым мнением Государственного Совета признан в княжеском достоинстве с фамилией Бегтабегов со внесением в 5-ю часть родословной книги коллежский секретарь И.С. Шагубатов (Магакелов), ранее усыновлённый своим тестем князем Соломоном Карановичем Бегтабеговым. Род угас 06.05.1860 г. со смертью сына родоначальника. |
| 22 августа 1826 / 6 декабря 1826                      | Ливен (von Lieven)                         | Графиня Шарлотта Карловна Ливен (1745—1828) | С нисходящим потомством. Род существующий. |
| 4 сентября 1831 / тогда же                            | Варшавские                                 | Граф Иван Фёдорович Паскевич-Эриванский (1782—1856) | Угас со смертью 16 июня 1903 года сына первого князя светлейшего князя Ф.И. Паскевича, в браке с урождённой И.И. Воронцовой-Дашковой, умершей 14.04.1925, не имевшего потомства. 24 декабря 1847 г. был учреждён майорат с титулом Князь Варшавский граф Паскевич-Эриванский, который в случае пресечения рода должен был отойти в женское потомство родоначальника (в роды Балашовых, князей Волконских или князей Лобановых-Ростовских). После смерти Ф.И. Паскевича права на все титулы отошли к внуку 1-го князя Николаю Петровичу Балашову (1840–1931), который, однако, только в эмиграции принял титул князя Паскевича-Балашова. |
| 6 декабря 1831 / —                                    | Кочубеи                                    | Граф Виктор Павлович Кочубей (1768—1834) | Род угас 20 ноября 1953 г. (по другим данным — после 1956 г.) |
| 8 ноября 1832 / —                                     | Остен-Сакен (von der Osten gennant Sacken) | Граф Фабиян Вильгельмович (Фабиан-Готлиб) фон дер Остен-Сакен (1752—1837) | Угас с его беспотомственной смертью 7 апреля 1837 г. |
| природные князья / 21 августа 1834                    | Дадиани (Мингрельские)                     | Владетель Мингрелии Леван V (1793—1846), его жена Марта (1792—1839) и дети обоего пола (3 сына и 2 дочери) | Высочайше утверждённым положением Комитета министров, объявленным Сенату 11 сентября 1834 г., предоставлен титул Светлости (всех прочих членов этого рода повелено именовать сиятельствами). Тот же титул должны были носить дети старшего сына. Дочери должны были сохранять титул Светлости и по выходе замуж. Род существующий. |
| природный князь / 21 августа 1834                     | Мингрельский (I)                           | Князь Георгий (Григорий) Григорьевич Дадиан (1798 — после 1851) | Высочайше утверждённым положением Комитета министров, объявленное Сенату 11 сентября 1834 г., предоставлен титул Светлости лично. Угас с его беспотомственной смертью после 1851 г. |
| природные князья / 21 августа 1834                    | Шервашидзе                                 | Владетель Абхазии Михаил Георгиевич (1806—1866), его жена Мариам (Меники) Николаевна (урожд. Дадиани), старший сын и мать Тамара Кациевна (урожд. Дадиани; 1778—1852) | Высочайше утверждённым положением Комитета министров, объявленным Сенату 11 сентября 1834 г., предоставлен титул Светлости (всех прочих членов этого рода повелено именовать сиятельствами). Род угас 19 ноября 1918 г. |
| природные князья / 30 августа 1834                    | Волконские                                 | Князь Пётр Михайлович Волконский (1776—1852) | Род существующий (). |
| 1 января 1839 / —                                     | Васильчиковы                               | Граф Илларион Васильевич Васильчиков (1776—1847) | Род существующий. |
| природные князья / 16 апреля 1841                     | Голицыны                                   | Князь Дмитрий Владимирович Голицын (1771—1844) | Род существующий. |
| 16 апреля 1841 / 22 августа 1849                      | Чернышёвы                                  | Граф Александр Иванович Чернышёв (1785—1857) | Род угас в мужском поколении 27 января 1892 (1891?) г. со смертью внука родоначальника, в женском — в 1919 г. со смертью младшей дочери родоначальника. |
| природные князья / 20 января 1843                     | Гуриели                                    | Сёстры княгиня Екатерина Мамиевна Чичуа (1824 — до 1856; урожд. кнж. Гуриели) и княжна Терезия Мамиевна Гуриели (1825—1871) | Высочайшим повелением сёстрам последнего владетеля Гурии предоставлен титул светлости с сохранением его для кнж. Терезии и по выходе замуж. Угас со смертью последней (бывшей супругой князя Г.Л. Дадиани) 24 марта 1871 г. |
| 6 апреля 1846 (20 июля 1845) / тогда же               | Салтыковы-Головкины                        | Княгиня Наталья Юрьевна Салтыкова (урожд. Головкина) (1781/1782 — 1860) | Дозволено присоединить фамилию (без графского титула) её отца графа Юрия Александровича Головкина. Умерла 06(18) апреля 1860 г. 17(10) декабря 1862 г. титул передан её сыну князю Алексею Александровичу Салтыкову. Род угас с его беспотомственной смертью 05 декабря 1874 г. и окончательно 22 августа/03 сентября 1885 г. со смертью его вдовы Веры Ивановны, урожд. Лужиной. |
| 6 августа 1845 / 30 марта 1852.                       | Воронцовы                                  | Граф Воронцов, Михаил Семёнович (1782—1856) | Род угас 6 мая 1882 г. со смертью сына родоначальника (окончательно 28 февраля 1895 г. со смертью его вдовы Марии Васильевны, урождённой княжны Трубецкой (1819—1895)). Титул передан роду Шуваловых 7 июля 1882 г. |
| 25 июня 1847 / —                                      | Чингисы (I)                                | Султан-Сагиб-Гирей-хан Чингис (1830—1847) | Угас с его беспотомственной смертью в июле 1847 г. |
| 31 марта 1848 / —                                     | Гагарины-Стурдза                           | Князь Григорий Евгеньевич Гагарин (1839—1903) | Высочайшим указом 31 марта 1848 г. имение Манзырь (Стурдзены) Бендерского уезда Бессарабской губернии, принадлежащее князю Александру Сергеевичу (Скарлатовичу) Стурдза было преобразовано в майорат, с тем чтобы наследовавший этот майорат соединял своё имя с именем князя Стурдзы и пользовался соединённым гербом . Согласно духовному завещанию князя А.С. Стурдзы майорат должен был перейти во владение его старшего внука, князя Г.Е. Гагарина. Указ вступил в силу 13 июня 1854 г. после смерти князя А.С. Стурдзы и князь Г.Е. Гагарин стал именоваться князем Гагариным-Стурдзой. Род угас с его смертью без мужского потомства 05 июля 1903 г. (в женском поколении 01/14 апреля 1918 г. со смертью дочери родоначальника Анны. |
| 21 декабря 1849 / —                                   | Тарковские                                 | Абу-Мусселим-Хан Шамхал Тарковский (1797—1860) | Именным Высочайшим указом генерал-лейтенант Абу-Мусселим-Хан, владетель Буйнакский, валий Дагестанский, шамхал Тарковский (1836—1860) был возведён в княжеское достоинство с тем, чтобы он именовался князем Тарковским и чтобы княжеский титул переходил только к старшему в роде его потомков. |
| 18 декабря 1852 / имели титул Императорских высочеств | Романовские                                | Потомство великой княжны Марии Николаевны и герцога Максимилиана Лехтенбергского: братья Николай (1843—1890), Евгений (1847—1901), Сергей (1849—1877), Георгий (1852—1912) Максимилиановичи и их сёстры Мария (1841—1914) и Евгения (1845—1925) Максимилиановны Лейхтенбергские | Угас 7 января 1974 г. с бездетной смертью младшего сына Георгия. |
| 23 февраля 1853 / —                                   | Чингисы (II)                               | Ибрагим-Гирей-хан Чингис (1833—1865) | Брат 1-го князя Чингиса. Титул угас с его смертью в 1865 г. |
| 10 ноября 1854 / —                                    | Прозоровские-Голицыны                      | Князь Александр Фёдорович Голицын (1810—1898) | Высочайше утверждённым мнением Государственного Совета свиты Е.В. ген.-м. кн. А.Ф. Голицыну дозволено принять фамилию и герб его деда Александра Александровича Прозоровского и именоваться впредь князем Прозоровским-Голицыным. Род угас в мужском поколении 04 июля 1914 г. со смертью сына родоначальника, в женском — 09 января 1931 г. со смертью дочери родоначальника. |

В царствование Александра II
| Дата                                  | Фамилия                         | Кто жалован | Примечания |
| ------------------------------------- | ------------------------------- | --- | --- |
| 26 августа 1856 / —                   | Орловы                          | Граф Алексей Фёдорович Орлов (1787—1862)                                                                                         | Род угас в мужском колене 30 мая 1961 г. со смертью правнука родоначальника, в женском 16 сентября 1989 г. со смертью праправнучки родоначальника. |
| 21 мая 1863 / —                       | Голицыны графы Остерман         | Князь Мстислав Валерианович Голицын (1847—1902)                                                                                  | Высочайшим утверждённым мнением Государственного Совета князю Мстиславу Валерияновичу Голицыну, как наследнику майората графа Остермана-Толстого, дозволено принять фамилию и герб графов Остерман и именоваться впредь князем Голицыным графом Остерман. Род угас 19 ноября 1969 г. на внуке родоначальника. |
| 12 октября 1864 / —                   | Шаховские-Глебовы-Стрешневы     | Князь Михаил Валентинович Шаховский (1836—1892)                                                                                  | Высочайше утверждённым мнением Государственного Совета ротм. Кавалергарсдского п. кн. М.В. Шаховскому дозволено присоединить фамилию и герб его тестя полк. Феодора Петровича Глебова-Стрешнева и именоваться впредь князем Шаховским-Глебовым-Стрешневым, с тем, чтобы соединённая фамилия переходила только к старшему в роде. Род угас с его беспотомственной смертью 02 февраля 1892 г. (окончательно со смертью в 1924 г. его жены Евгении Фёдоровны, урожд. Бреверн) .                                                                           |
| природные князья / 20 июля 1865       | Имеретинские                    | Братья князья Константин (1824—1885), Николай (1831—1894) и Александр (1837—1900) Константиновичи Имеретинские и сестра их Нина. | Высочайше утверждённым мнением Государственного Совета предоставлен титул Светлости. Род угас 10 ноября 1978 г. (существует в женском поколении). |
| природный князь / 4 января 1867       | Мингрельские                    | Князь Николай Давидович Дадиан (1847—1903)                                                                                       | Только старшему в роде (прочие членам рода его повелено именоваться князьями Дадиан с титулованием Сиятельство). Род угас в марте 1919 г. (в женском колене 13 декабря 1961 г.) |
| природный князь / 4 января 1867       | Дадиан-Мингрельский             | Князь Андрей Давидович Дадиан (1850—1910)                                                                                        | Ad personam (прочие членам рода его повелено именоваться князьями Дадиан с титулованием Сиятельство). Угас с его беспотомственной смертью 12 июня 1910 г. |
| 30 августа 1870 / —                   | Чингисы (III)                   | Султан-Ахмет-Гирей-хан Чингис (1834—1914)                                                                                        | Брат 1-го и 2-го князей Чингисов. Род, видимо, угас с его беспотомственной смертью в 1914 г. |
| природные князья / 17 марта 1871      | Горчаковы                       | Князь Александр Михайлович Горчаков (1798—1883)                                                                                  | Род существующий (). |
| 19 мая 1872 / —                       | Кантакузины графы Сперанские    | Князь Михаил Родионович Кантакузин (1848—1894)                                                                                   | Высочайшим указом кн. М.Р. Кантакузину дозволено присоединить фамилию и титул его прадеда графа М.М. Сперанского и именоваться впредь князем Кантакузиным графом Сперанским. Род, существовавший на 1960 г. |
| 16 января 1873 / —                    | Абамелик-Лазаревы               | Князь Семён Давыдович Абамелик (1815—1888)                                                                                       | Высочайше утверждённым мнением Государственного Совета отставному генерал-майору князю С.Д. Абамелику дозволено принять фамилию его покойного тестя д.т.с. Христофора Екимовича Лазарева и именоваться впредь потомственно князем Абамелик-Лазаревым. Род угас в мужском поколении 19 сентября 1916 г. с бездетной смертью сына родоначальника (окончательно 21.07.1955 г. со смертью его вдовы Марии Павловны, урожд. Демидовой) и в женском 09.03.1929 г. со смертью дочери родоначальника княгини Елены Семёновны Гагариной (урожд. кнж. Абамелик). |
| природный князь / 10 февраля 1875     | Шервашидзе                      | Князь Георгий Михайлович Шервашидзе (1846—1918)                                                                                  | Высочайше утверждённым мнением Государственного Совета сохранён ad personam предоставленный на основании Высочайше утверждённого 21 августа 1834 г. положения Комитета Министров титул Светлости (потомству его, брату и братьям отца предоставлен титул Сиятельств). Угас с его смертью 19 ноября (февраля?) 1918 г. |
| 26 сентября 1875 / —                  | Голицыны-Головкины              | Князь Евгений Юрьевич Голицын (1845—1887)                                                                                        | Высочайшим указом дозволено флота лейтенанту князю Евгению Юрьевичу Голицыну, как наследнику майората графов Головкиных, присоединить фамилию д.т.с. графа Юрия Александровича Головкина и именоваться впредь князем Голицыным-Головкиным. Титул угас с его смертью без мужского потомства 02 сентября 1887 г. (род его угас в женском поколении со смертью старшей дочери Натальи 10 марта 1930 г.). Титул графов Головкиных отошёл в род Хвощинских.                                                                                                 |
| 21 января 1876 / 27 февраля 1880      | Лопухины-Демидовы               | Николай Петрович Демидов (1836—1910)                                                                                             | Указ о передаче титула Лопухиных (после пресечения рода Лопухиных (I)) Высочайше утверждён 20 декабря 1865 г. Дозволено принять фамилию и титул 30 мая 1873 г. с передачей только старшему в роде. Род существующий . |
| природные князья / 10 мая 1876        | Багратионы-Имеретинские         | Братья князья Александр (1843—1880) и Дмитрий (1846—1885) Дмитриевичи Багратионы-Имеретинские                                    | Утверждены в титуле Светлости определением Правительствующего Сената на основании Высочайше утверждённого 20 июня 1865 г. мнения Государственного Совета. Род угас не ранее 1901 г. |
| 7 июля 1876 / —                       | Оболенские-Нелединские-Мелецкие | Князь Сергей Александрович Оболенский (1819—1882)                                                                                | Определением Правительствующего Сената кн. С.А. Оболенский утверждён в княжеском достоинстве с наименованием Оболенский-Нелединский-Мелецкий (присоединить фамилию дяди по матери гв. капитана Гавриила Юрьевича Нелединского-Мелецкого ему было дозволено Высочайше утверждённым 19 октября 1870 г. мнением Государственного Совета с тем, чтобы соединённая фамилия переходила только старшему в роде). Род существующий. |
| 29 июля 1876 / —                      | Абашидзе-Горленко               | Князь Симон Кайхосрович Абашидзе (1837—1891)                                                                                     | Высочайшим повелением от 29 июля 1876 года штабс-ротмистру С.К. Абашидзе дозволено присоединить герб и фамилию его тестя майора Семёна Давыдовича Горленко и именоваться впредь князем Абашидзе-Горленко с тем, чтобы эта фамилия переходила только к старшему в роде. Род угас в мужском поколении с его смертью 18 января 1891 г. (в женском со смертью 06 января 1921 г. его дочери Нины). |
| 30 июня 1878 / —                      | Одоевские-Масловы               | Николай Николаевич Маслов (1849—1919)                                                                                            | Именным Высочайшим указом дозволено штабс-ротмистру (впоследствии (26.02.1905-04.1907) наказной атаман Войска Донского) Н.Н. Маслову, сыну Софии Ивановны Масловой (урожд. княжны Одоевской), присоединить к своей фамилии и гербу герб, титул и фамилию угасшего в мужском поколении 27.02.1869 г. рода князей Одоевских и именоваться впредь князем Одоевским-Масловым с тем, чтобы эта фамилия переходила только к старшему в роде. Род угас с его беспотомственной смертью в 1919 году).                                                           |
| 30 января 1880 / —                    | Барклай-де-Толли-Веймарн        | Александр (Александр-Магнус-Фридрих) Петрович Веймарн (1824—1905)                                                                | Указ о передаче титула рода Барклай-де-Толли Высочайше утверждён 08 декабря 1859 г. Дозволено принять фамилию и титул 17 мая 1872 г. с передачей только старшему в роде. Майорат отменён 21 ноября 1872 г. Род угас в мужском поколении 29 сентября 1964 г., в женском 26 сентября 1984 г. |
| 5 декабря (6 августа) 1880 / тогда же | Юрьевские                       | Княжна Екатерина Михайловна Долгорукова (1847—1922)                                                                              | С нисходящим потомством. Род существующий (в лице бездетного светлейшего князя Георгия Александровича Юрьевского). |

В царствование Александра III
| Дата                            | Фамилия                                                     | Кто жалован                                          | Примечания |
| ------------------------------- | ----------------------------------------------------------- | ---------------------------------------------------- | --- |
| природные князья / 13 июня 1881 | Багратионы                                                  | Князь Александр Иванович Багратион (1851—1895)       | Предоставлен титул Светлости определением Правительствующего Сената на основании Высочайше утверждённого 20 июля 1865 г. мнения Государственного Совета. Род угас 30 сентября 1937 г. (в женском поколении в марте 2009 г.).                                                                                       |
| 7 июля 1882 / тогда же          | Воронцовы (Светлейшие князья Воронцовы графы Шуваловы) (I)  | Граф Павел Андреевич Шувалов (1845—1885)             | Угас с его смертью 04 апреля 1885 г. |
| 11 июля 1885 / —                | Юсуповы (Князья Юсуповы графы Сумароковы-Эльстон)           | Граф Феликс Феликсович Сумароков-Эльстон (1856—1928) | Указ о передаче титула Юсуповых Высочайше утверждён 11 июля 1885 г. Дозволено принять фамилию и титул 2 декабря 1891 г. с передачей только старшему в роде (отменено в 1914 г.). Род угас со смертью сына родоначальника 27 сентября 1967 г. (в женском поколении со смертью дочери последнего 30 августа 1983 г.) |
| 12 февраля 1886 / тогда же      | Воронцовы (Светлейшие князья Воронцовы графы Шуваловы) (II) | Граф Михаил Андреевич Шувалов (1850—1903)            | Угас с его беспотомственной смертью 23 декабря 1903 г. |

В царствование Николая II
| Дата                         | Фамилия                                     | Кто жалован                                                   | Примечания |  |
| ---------------------------- | ------------------------------------------- | ------------------------------------------------------------- | --- |  |
| природный хан / 1896 (1902?) | Хивинский                                   | Сеид-Мухаммад-Рахим-Богадур-хан III Хан хивинский (1845—1910) | Правитель Хивинского ханства (1864—1910). |  |
| 29 мая 1897 / тогда же       | Меншиковы-Корейши                           | Иван Николаевич Корейша (1865—1919 (?)), корнет               | Высочайше утверждённым мнением Государственного совета владельцу заповедного имения светлейшего князя Меншикова, И. Н. Корейше, дозволено принять титул, прозвание и герб учредителя этого заповедного имения и именоваться впредь светлейшим князем Меншиковым-Корейшем. Род угас с его бездетной смертью 01.01.1918 (1919?) г. и окончательно со смертью его вдовы Марии Эдуардовны, урождённой Рошковской (1874–1943 () или 1947 ()).                                        |  |
| 1895 / —                     | Вяземские (князья Вяземские графы Левашовы) | Князь Владимир Леонидович Вяземский (1889—1960)               | Высочайше утвержденным мнением Государственного совета дозволено к его титулу и фамилии присоединить титул и фамилию его деда генерал-лейтенанта графа Владимира Васильевича Левашова (†26 мая 1898) (). Род существующий (, ). |  |
| 12 января 1907 / —           | Дондуковы-Изъединовы                        | Лев Иванович Изъединов (1864—1939)                            | Высочайше утверждённым мнением Государственного Совета мужу (с 1889 г.) кнж. Надежды Владимировны Дондуковой-Корсаковой (1867-?) отставному гвардии полк. Л.И. Изъединову дозволено присоединить фамилию, герб и титул князей Дондуковых и потомственно именоваться князем Дондуковым-Изъединовым (). Род угас со смертью второго сына родоначальника 19 августа 1967 г. (окончательно 29 августа 1975 г. со смертью вдовы последнего Елизаветы Николаевны, урожд. Шидловской). |  |
| 16 января 1907 / тогда же    | Кирилловские                                | Виктория Фёдоровна (1876—1936)                                | С нисходящим потомством. По всей видимости, реально титул не использовался. Род угас в мужском поколении 21 апреля 1992 г. со смертью сына родоначальницы (существует в женском поколении). |  |
| 15 августа 1915 / —          | Палей                                       | Графиня Ольга Валериановна Гогенфельзен (1865—1929)           | Род угас в мужском поколении 18 июля 1918 г. со смертью сына родоначальницы (в женском колене – 15 ноября 1990 г. со смертью старшей дочери родоначальницы). |  |
| 18 мая 1916 / —              | Лыщинские-Троекуровы                        | Владимир Анзельмович Лыщинский (1861—1935)                    | Гофмейстер В.А. Лыщинский получил Высочайшее соизволение пользоваться титулом угасшего рода князей Троекуровых, от коего происходил по женской линии. После 1939 г. именовались Лещинские. Род существующий |  |

### Лица, возведённые в княжеское Царства Польского достоинство (в порядке пожалования)
В царствование Александра I
| Дата пожалования титула / предиката Светлость | Фамилия                              | Кто жалован                                                | Примечания |  |
| --------------------------------------------- | ------------------------------------ | ---------------------------------------------------------- | --- |  |
| 17/29 апреля 1818 / —                         | Зайончек (Zajaczek)                  | Иосиф (Юзеф) Зайончек герба Свинка (1752—1826)             | Угас с его беспотомственной смертью 28 июля 1826 г. (и окончательно - со смертью 13.02.1845 г. его жены Александры (урожд. de Penet; 1754-1845)) |  |
| 8/20 июля 1820 / тогда же                     | Ловичские (Лович, Ловицкие) (Lowicz) | Графиня Иоанна (Жаннета) Антоновна Грудзинская (1795—1831) | Последний случай возведения в княжеское Царства Польского достоинство. Угас с её беспотомственной смертью 17 ноября 1831 г.                      |  |

### Род, возведённый в княжеское Великого Княжества Финляндского достоинство
| Дата пожалования титула / предиката Светлость | Фамилия   | Кто жалован                                               | Примечания |  |
| --------------------------------------------- | --------- | --------------------------------------------------------- | --- |  |
| 1832 / —                                      | Меншиковы | Светлейший князь Александр Сергеевич Меншиков (1787—1869) | Единственный род, возведённый в княжеское Великого Княжества Финляндского достоинство. Род угас в сентябре 1893 г. |  |

## Список княжеских родов, угасших до 1721 года
Деление списка на княжеские роды, угасшие до 1700 года и существовавшие после этого является довольно условным, и основывается на датировке, предложенной Е. П. Карновичем в 1886 году. В данный список добавлено и несколько родов, угасших до провозглашения России империей (в 1721 году). 
А
1. Князья Алабышевы
2. Князья Аленкины
3. Князья Андомские

Б
1. Князья Бакриновские
2. Князья Барбашины
3. Князья Бахтеяровы-Ростовские
4. Князья Безносовы
5. Князья Белёвские
6. Князья Бельские (Гедиминовичи)
7. Князья Бельские (Рюриковичи)
8. Князья Березуйские
9. Князья (затем дворяне) Бокеевы
10. Князья Боровские
11. Князья Бритые-Ростовские
12. Князья Брюхатые-Шуйские
13. Князья Буйносовы-Ростовские
14. Князья Булгаковы
15. Князья Бычковы-Ростовские

В
1. Князья Великогагины (род угас в 1722 году)
2. Князья Верейские
3. Князья Витебские
4. Князья Вишневецкие
5. Князья Волоцкие
6. Князья Волынские
7. Князья Воронецкие
8. Князья Воротынские

Г
1. Князья Галицкие (1-й ветви)
2. Князья Галицкие
3. Князья Гвоздевы-Ростовские
4. Князья Глазатые-Шуйские
5. Князья Глинские
6. Князья Голенины-Ростовские
7. Князья Голибесовские
8. Князья Голубые-Ростовские
9. Князья Голыгины
10. Князья Горбатые-Шуйские
11. Князья Горенские
12. Князья (затем дворяне) Губастые
13. Князья Гундоровы

Д
1. Князья (затем дворяне) Даниловы
2. Князья Деевы
3. Князья Дорогобужские
4. Князья Друцкие-Горские
5. Князья Друцкие-Озерецкие
6. Князья Друцкие-Подбережские

Ж
1. Князья Жижемские
2. Князья Жилинские

З
1. Князья Заозёрские
2. Князья Заславские (Гедиминовичи)
3. Князья Заславские (Рюриковичи)
4. Князья Збаражские
5. Князья Звенигородские-Барашевы
6. Князья Звенигородские-Звенцовы
7. Князья Звенигородские-Ноздреватые
8. Князья Звенигородские-Рюмины
9. Князья Звенигородские-Токмаковы
10. Князья Звенигородские-Шистовы
11. Князья Золотые-Оболенские
12. Князья Зубатые

И
1. Князья Ижеславские (Заславские; затем — князья Мстиславские)
2. Князья Изяславские

К
1. Князья Карачевские
2. Князья Карголомские
3. Князья (затем дворяне) Карповы-Далматовы
4. Князья Катыревы-Ростовские
5. Князья Кашинские
6. Князья Кашины
7. Князья Кашины-Оболенские
8. Князья Кемские
9. Князья Кирдяпины-Шуйские
10. Князья (затем дворяне) Кислеевские
11. Князья Клубковы-Масальские
12. Князья Ковровы
13. Князья Козельские
14. Князья Конинские
15. Князья Корецкие
16. Князья Коркодиновы
17. Князья Кривоборские
18. Князья Кромские
19. Князья Кубенские
20. Князья Курбские
21. Князья Курлятевы-Оболенские
22. Князья Курцевичи

Л
1. Князья Ласткины-Ростовские
2. Князья Литвиновы-Мосальские
3. Князья Луцкие
4. Князья Лыковы (Лыковы-Оболенские)
5. Князья Льяловские

М
1. Князья Мачевские
2. Князья Мезецкие
3. Князья Микулинские
4. Князья Минские
5. Князья Можайские
6. Князья (затем дворяне) Молодые
7. Князья Моложские
8. Князья Мстиславские
9. Князья Муромские

Н
1. Князья Нагие-Оболенские
2. Князья (затем дворяне) Нетшины
3. Князья Небогатые
4. Князья Неучкины
5. Князья Нижегородские
6. Князья Новосильские
7. Князья Ноготковы-Оболенские
8. Князья Ногтевы-Суздальские
9. Князья Ноздроватые

О
1. Князья Оболенские-Овчинины
2. Князья Оболенские-Черные
3. Князья Олельковичи киевских
4. Князья Осиповские
5. Князья Осовицкие
6. Князья Острожские
7. Князья Охлябинины

П
1. Князья Палецкие
2. Князья Патрикеевы
3. Князья Пенинские
4. Князья Пенковы
5. Князья Перемышльские
6. Князья Перемышльские (Перемышля Калужского)
7. Князья Пинские
8. Князья Пожарские
9. Князья (затем дворяне) Полевы
10. Князья Полоцкие
11. Князья Пороховские
12. Князья Порыцких
13. Князья Приимковы-Ростовские
14. Князья Пронские
15. Князья Пужбольские-Ростовские

Р
1. Князья (затем дворяне) Рожественские
2. Князья Ряполовские

С
1. Князья Сандыревские
2. Князья Селеховские
3. Князья Серебряные-Оболенские
4. Князья Сисеевы
5. Князья Сицкие
6. Князья Скопины-Шуйские
7. Князья Слуцкие
8. Князья Соломерецкие
9. Князья Спажские
10. Князья Стародубские
11. Князья Стригины-Оболенские
12. Князья Сугорские (2 ветви)
13. Князья Судские

Т
1. Князья Татевы
2. Князья Телепневы-Оболенские
3. Князья Телятевские
4. Князья Темкины-Ростовские
5. Князья Тёмносиние
6. Князья Тарусские
7. Князья Тростенские
8. Князья Тулуповы
9. Князья Туренины
10. Князья Турово-Пинские

У
1. Князья Углицкие
2. Князья Ухорские
3. Князья Ушатые

Ф
1. Князья Фоминские

Х
1. Князья Хворостинины
2. Князья Холмские
3. Князья Хотетовские
4. Князья Хохолковы-Ростовские

Ч
1. Князья Чернятинские

Ш
1. Князья Шамины
2. Князья Шастуновы
3. Князья Шемякины
4. Князья Шуйские
5. Князья (затем дворяне) Шукаловские
6. Князья Шуморовские

Щ
1. Князья Щенятевы[11][12]
2. Князья Щепины-Оболенские

Ю
1. Князья Юхотские

Я
1. Князья Яновы-Ростовские
2. Князья Ярославовы-Оболенские

## Комментарии и примечания
Комментарии
1. ↑  После пресечения этого рода, его фамилия в 1807 году была передана в одну из ветвей рода графов Воронцовых, принявших титул графов Воронцовых-Дашковых (без княжеского титула).
2. ↑  Русский род уральских горнозаводчиков, пожалованный в Италии княжеским титулом князей Сан-Донато; титул был официально признан в Российской Империи)
3. ↑  Восстановлены в княжеском достоинстве.
4. ↑  Восстановлены в княжеском достоинстве в 1899 году.
5. ↑  Фаворит Екатерины Великой Платон Зубов, русский, был возведён в княжеское достоинство указом австрийского императора Франца II в качестве дипломатического подарка для Екатерины; затем титул был официально признан в Российской Империи
6. ↑  В источниках конца XIX века именовались утратившими титул.
7. ↑  Утверждены в 1903 году
8. ↑  Утверждены в 1901 году
9. ↑  Потомство царей Вахтанга V Картлийского (князья) и Ираклия II Грузинского (светлейшие князья) соответственно.
10. ↑  Владетели Сванетии, в княжеском достоинстве РИ не утверждались
11. ↑  Утверждены в 1903 году
12. ↑  По некоторым данным, утверждены в 1867 году. У Любимова не перечислены.
13. ↑  Одна из ветвей утверждена в конце XIX века, вторая — Кирилловичами в XX.
14. ↑  Потомство царевича Симеона Грузинского, ветвь рода Багратионов
15. ↑  Утверждены в 1901 году
16. ↑  Четыре совершенно разных рода, не родственные друг другу.

Примечания
1. ↑  Основой списка послужило официальное издание 1892 г. Департамента Герольдии Правительствующего Сената (Список титулованным родам и лицам Российской империи), дополненное по данным Список княжеских родов на сайте Герольдии Великой княгини Марии Владимировны Архивная копия от 4 декабря 2008 на Wayback Machine, которые требуют дополнительной проверки.
2. ↑  Списки титулованным родам и лицам Российской империи. Издание Департамента герольдии Правительствующего Сената. Тип: Правительствующего Сената. СПб. 1892 г. Татарские и Калмыцкие князья. стр. 275—290.
3. ↑  см.
4. ↑  Долгоруков П. В. Российская родословная книга. — СПб.: Тип. Э. Веймара, 1856. — Т. 3. — С. 16.
5. ↑  Рикман В. Ю. фон Правовое положение Царских и Владетельных домов Грузии в Российской Империи // Геральдические ведомости. — 1995. — № 1(9). — С. 2.
6. ↑  В некоторых источниках указывается, что разрешение именоваться с потомством князем Гагариным-Стурдза было получено в 1848 г. отцом Г.Е. Гагарина Евгением Григорьевичем (1811 — 1886 (1882?)), потомство которого существует и ныне  Архивная копия от 27 марта 2016 на Wayback Machine.
7. ↑  Урождённая княжна Гагарина-Стурдза в двух браках, как наследница майоратного имения, официально именовалась княгиней Гагариной-Стурдза. В 1905 г. подала прошение на имя министра Юстиции о дозволении её дочери от первого брака Елене Алексеевне Миницкой, с 16.09.1904 г. владелицы майоратного имения, принять фамилию и титул кн. Гагариной-Стурдза. Прошение было отклонено  Архивная копия от 10 ноября 2016 на Wayback Machine.
8. ↑  Имел сына (1818—1874), бывшего последним шамхалом Тарковского шамхальства (1860—1867), оставившего потомство в лице сына Мехти-Хана (род. 1862).
9. ↑  Дворянские роды Российской империи. Т 2. Санкт-Петербург, 1995. Стр. 185.
10. ↑  Карнович Е. П. Родовые прозвания и титулы в России и слияние иноземцев с русскими. — СПб., 1886. — С. 171.
11. ↑  Княжеский род, происходящий в седьмом колене от Гедимина
12. ↑  Рудаков В. Е. Щенятевы // Энциклопедический словарь Брокгауза и Ефрона : в 86 т. (82 т. и 4 доп.). — СПб., 1890—1907.